# Жилет
Жиле́т (уменьш. жиле́тка, костю́мный жиле́т, от фр. gilet) — мужская (или женская) верхняя одежда без рукавов. В классическом варианте надевается под пиджак. Составная часть классического мужского костюма-«тройка».

## Этимология
Слово заимствовано в XVIII веке из французского языка. Существует несколько версий происхождения слова «жилет»:
1. Ярмарочные балагуры, которых во Франции называли жиль, носили безрукавку.
2. От имени шута Gilie[fr], носившего такой предмет одежды[2][3][4].
3. От имени портного Жиле, который первым сшил жилет.
4. От предка жилета, который появился в Турции, по-турецки подобная безрукавная одежда именуется yelek[2], по-татарски тат. җылыту («согрей»); затем безрукавку переняли арабы, далее — испанцы, французы; в конце XVIII века жилет появился в Российской империи.

## История
Непосредственно предком жилета является камзол, который стал использоваться на 4−5 веков раньше жилета. Считается[кем?], что впервые он появился в Англии, при дворе Карла II, в 60-е годы XVII века. Камзол просуществовал до конца XVIII века, затем популярнее стал жилет.
В XIX веке жилет играл роль корсета, утягивая и визуально удлиняя фигуру. С распространением карманных часов в жилетах появился специальный карман для их хранения и крепления на цепочку.
Классический жилет имеет атласную спинку и различное количество пуговиц. Имеет различную глубину выреза. Обычно однобортный, но бывает и двубортным (также со смещённой бортовой застёжкой). Реже может иметь лацканы.

## Современное использование жилета

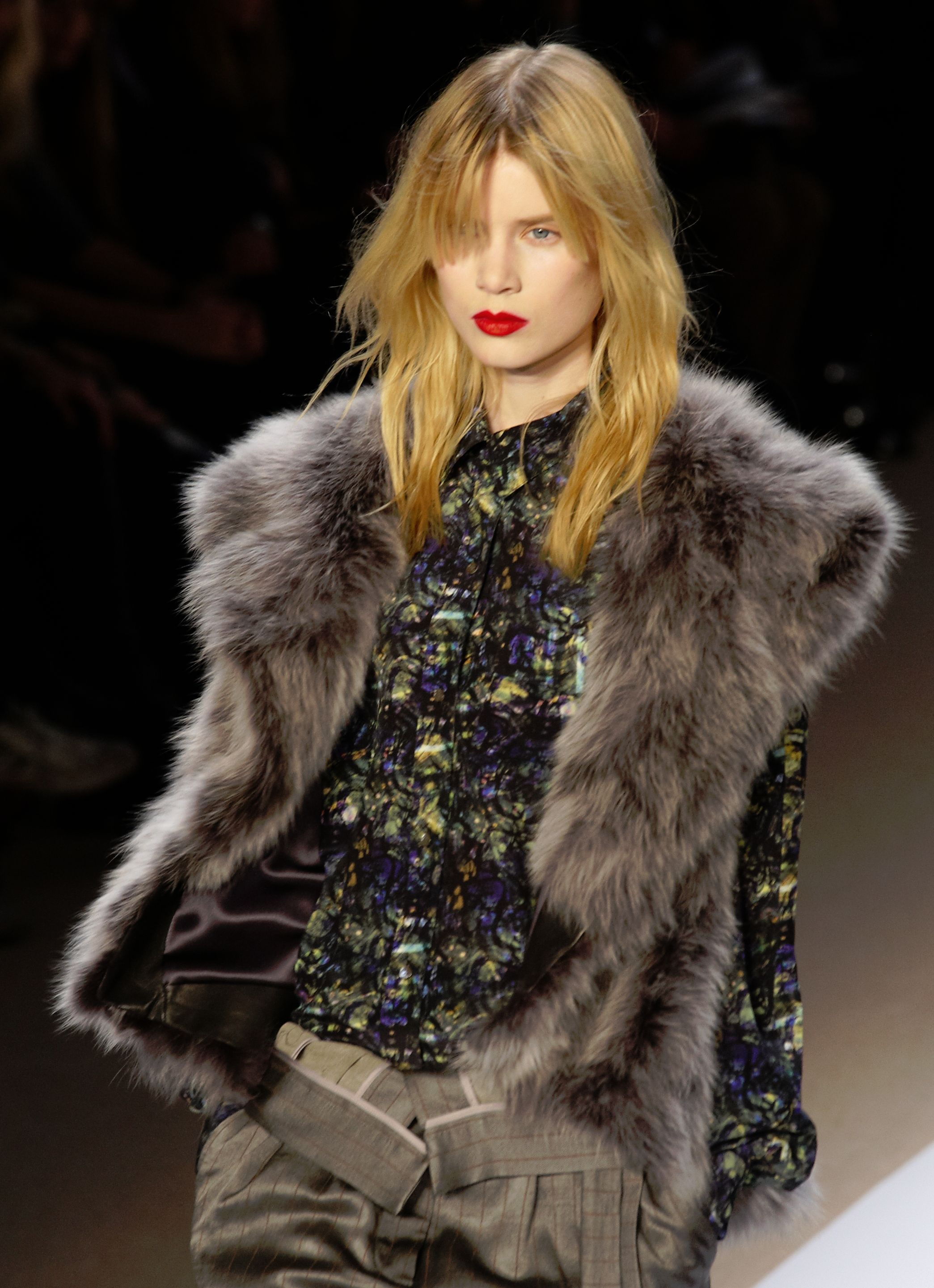
Женская меховая жилетка 2010 года

Сегодня жилет используется различным образом, как составная часть классического мужского костюма-«тройка», как утеплённая одежда вместо свитера. Кроме этого, начиная с XX века, жилет стал широко использоваться как специальная одежда или даже обмундирование. Разгрузочный жилет используется военными. Бронежилет является частью формы охранника или полицейского, рафтеры на воде используют спасательный жилет.
Жилет является составной частью формы сотрудников ГИБДД, работников городских служб, водителей городского общественного транспорта. Как правило, в этом случае он имеет светоотражающую поверхность.
Существуют также косуха-жилет.
Жилет является популярной частью одежды представителей субкультуры стимпанк.